# Passy (Seine)
Pour les articles homonymes, voir Passy.
Passy est une ancienne commune de la Seine, dont la majeure partie du territoire fut rattachée à Paris le 1er janvier 1860. Son territoire correspond  depuis cette date à ceux des quartiers de la Muette, de la Porte-Dauphine et de la partie ouest de Chaillot, situés au nord du quartier d'Auteuil dans le 16e arrondissement de Paris. 

## Histoire

### Sous l'Ancien Régime
La plus ancienne trace écrite de Passy qui soit restée figure dans la mention d'un bail en villenage, c'est-à-dire d'un prêt gracieux et précaire à titre privé, donné en mai 1250 par les Génovéfains, alors propriétaires de la paroisse d'Auteuil, à Simon « prêtre d'Auteuil » (« p৳r autolio »). Les différents terrains concédés sont désignés par des repères géographiques, « dans le marais », « à la fontaine », « à l'entrée de la ville », « à la croix », ou par des noms de lieux-dits, « in grois », « ad oserios » et un demi arpent « apd pacacĩ », pour « apud paciacum », c'est-à-dire près de Passy. Ce n'est pas le premier document à indiquer un Paciacum (demeure de Passius ou domaine foncier de Paccius) mais c'est le premier qui se rapporte explicitement à celui de la paroisse d'Auteuil. Ce toponyme (Paciacum devenant Passy) est attesté par l'abbé Lebeuf (dans ses écrits du XVIIIe siècle) puis par Ernest Nègre (1990).
Au XIVe siècle, le roi Charles V autorise ses habitants à clore de murs leurs champs. Un siècle plus tard, en 1416, Passy est élevé au rang de seigneurie au bénéfice de Jeanne de Paillard.
En 1638 est découverte une source près de ce qui deviendra la rue des Eaux. Elle double celle qui, située sur l'actuelle place Jean-Lorrain, a fait la fortune d'Auteuil et le lieu-dit Pacy se fait connaître par lui-même.
Claude Chahu, seigneur de Passy, financier et conseiller du roi, fait ériger une chapelle en 1666, Notre-Dame-de-Grâce, qui devient une paroisse indépendante en 1672. Le marquis de Boulainvilliers est le dernier seigneur Passy.
Au XVIIIe siècle, le village de Passy, limité pour l'essentiel à un triangle de trois rues, la Grande-Rue, actuelle rue de Passy, la rue Basse (rue Raynouard) et la rue de l'Église (rue de l'Annonciation), est entouré de plusieurs grands parcs :
- au sud-ouest de la rue de l'église, le parc de l'hôtel de Valentinois qui s'étend sur quatre hectares jusqu'aux rues des Vignes, Bois-le-Vent, et rue Basse, actuelle rue Raynouard, au sud-est ;
- le parc de l'hôtel de Travers entre la rue Bois-le-Vent et le parc de l'hôtel de Valentinois à l'emplacement de l'actuel marché de Passy, d'une surface moins importante mais entravant le développement du village au sud de la rue de l'église ;
- au-delà, le vaste domaine de château de Passy ou château de Boulainvilliers (nom adopté à partir de 1747) de la rue des Vignes à la rue des Tombereaux, actuelle rue de l'Assomption, qui forme la limite de la paroisse puis de la commune d'Auteuil et s'étend jusqu'à la route de Versailles, actuelle avenue du Président-Kennedy, à l'emplacement de la  maison de Radio France, de part et d'autre de la rue Basse, au nord-est jusqu’à l’actuelle avenue Mozart. C’est au banquier Samuel Bernard que l’on doit ses dimensions ;
- au sud-est, en contrebas de la rue Basse (Raynouard) le domaine de l'hôtel de Lamballe, actuellement siège de l'ambassade de Turquie, compris entre les actuelles rue Berton, rue d'Ankara et rue du Docteur-Germain-Sée descendant jusqu'à la Seine ;
- également entre la rue Basse et la Seine (route de Versailles) au nord du domaine de Lamballe, le parc des Eaux à l'emplacement de l'actuel parc de Passy ;
- au nord du parc des Eaux, le domaine du couvent des Minimes s'étendant de la rue Vineuse jusqu'à la partie sud des jardins du Trocadéro au-delà de l'actuelle rue Le Nôtre, à la limite du couvent de la Visitation de Chaillot dont le domaine était celui des jardins du Trocadéro ;
- à l'ouest, le château et parc de la Muette ;
- au nord de la rue de Passy, le parc de l'amiral d'Estaing constitué vers 1760 qui s'étendait sur plus d'un hectare entre la rue de la Pompe et l'emplacement de l'actuelle rue Vital jusqu'à la rue de la Tour et un parc moins étendu à l'arrière de l'hôtel de la Folie à l'emplacement de l'actuelle rue Claude-Chahu et d'une partie de la rue Eugène-Manuel.

Le village était également bordé au nord de carrières où l'on accédait par la rue des Carrières, actuelle rue Nicolo. L'impasse des Carrières  en conserve le souvenir.
Au-delà de cette zone de carrières, la plaine de Chaillot s'étendait jusqu'à la route de Neuilly  (actuelle avenue de la Grande Armée), où de nombreux moulins à vent fonctionnèrent jusqu'au XIXe siècle. Ce territoire qui correspondait approximativement au quadrilatère entre les actuelles avenues de la Grande Armée, Kléber, Georges-Mandel, les rues Spontini et Pergolèse dépendait de Chaillot.
À la suite de l'intégration en 1659 du village de Chaillot comme faubourg de Paris (faubourg de la Conférence) puis de la construction du mur des fermiers généraux en 1787-1789, ce territoire situé  à l'ouest de l'enceinte  fut rattaché en 1790 à la commune de Passy sous le nom de "plaine de Passy".
La création de ce mur entre les domaines des couvents de la Visitation et des Minimes entraîna le rattachement à Passy de celui-ci et une diminution de son domaine avec ouverture d'une nouvelle rue, l'actuelle rue Franklin.
Le terroir agricole était donc pour l'essentiel restreint à l'espace  entre le jardin du Ranelagh, la rue des Tombereaux (de l'Assomption) et les parcs de Valentinois et de Boulainvilliers, comprenant les lieux-dits Les Bauches (signifiant terrains boueux qui abritent des sangliers), dont la rue des Bauches conserve le souvenir, les Chenilles à l'emplacement de l'actuelle rue Robert-Le-Coin, les Guignières (plantation de cerisiers) et le Calvaire à l'emplacement de l'actuel lycée Molière, aux jardins à l'intérieur du triangle formé par la Grande-Rue, la rue Basse et la rue de l'Église et au domaine du couvent des Minimes comprenant des vignes à l'est de la rue Vineuse et une ferme au sud de la rue de la Montagne, actuelle rue Beethoven. 

Passy sur d'anciens plans
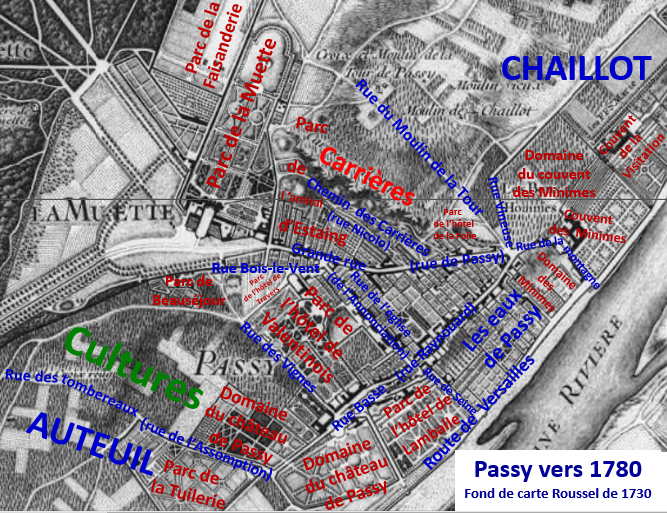
Passy sur la carte Roussel de 1730.
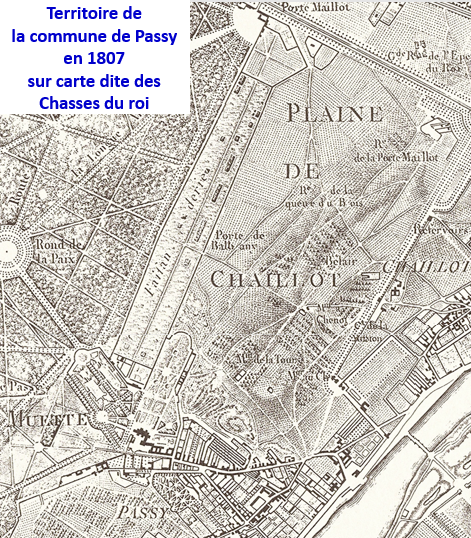
Passy en 1807.

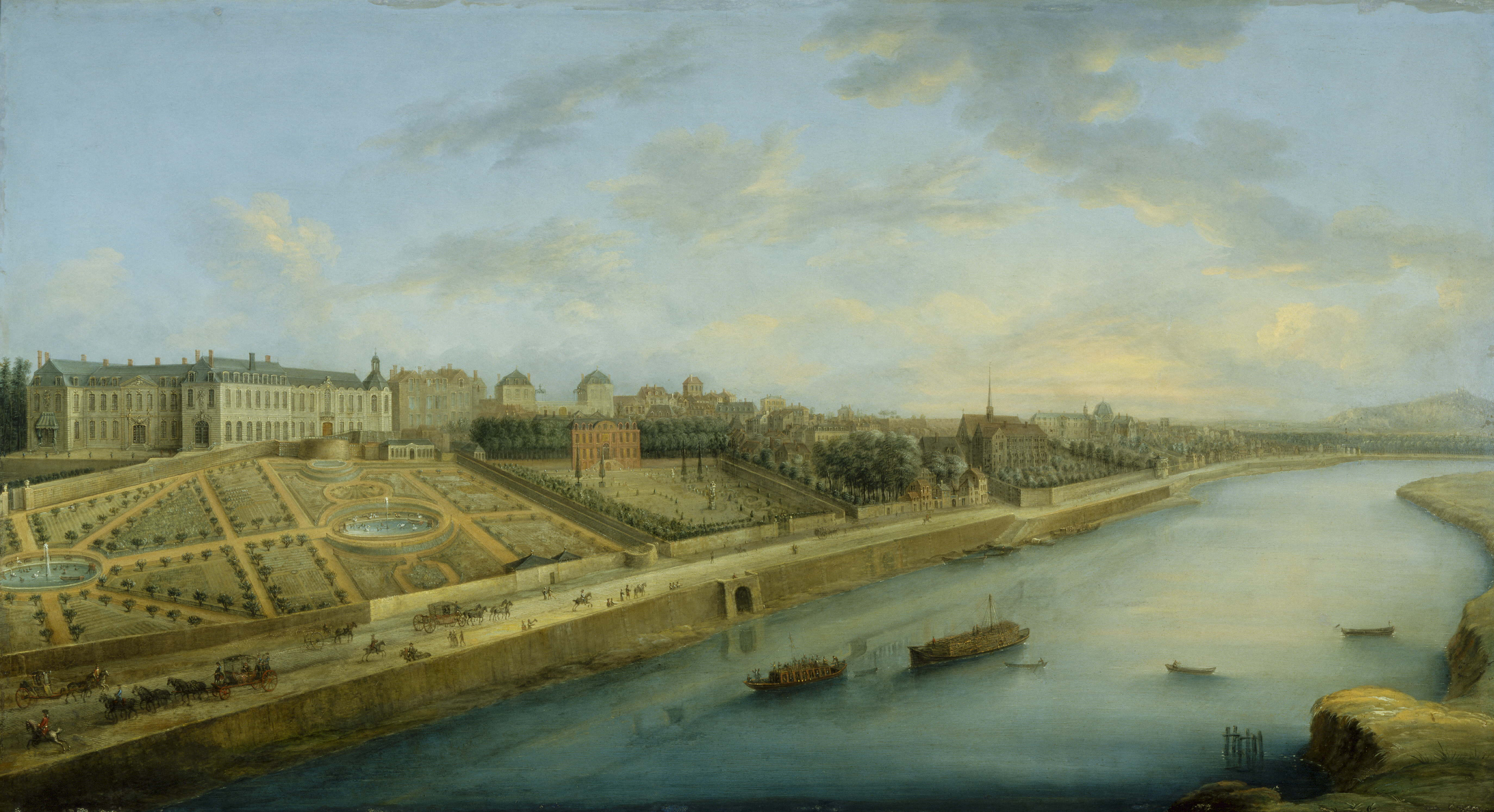
Passy en 1743.
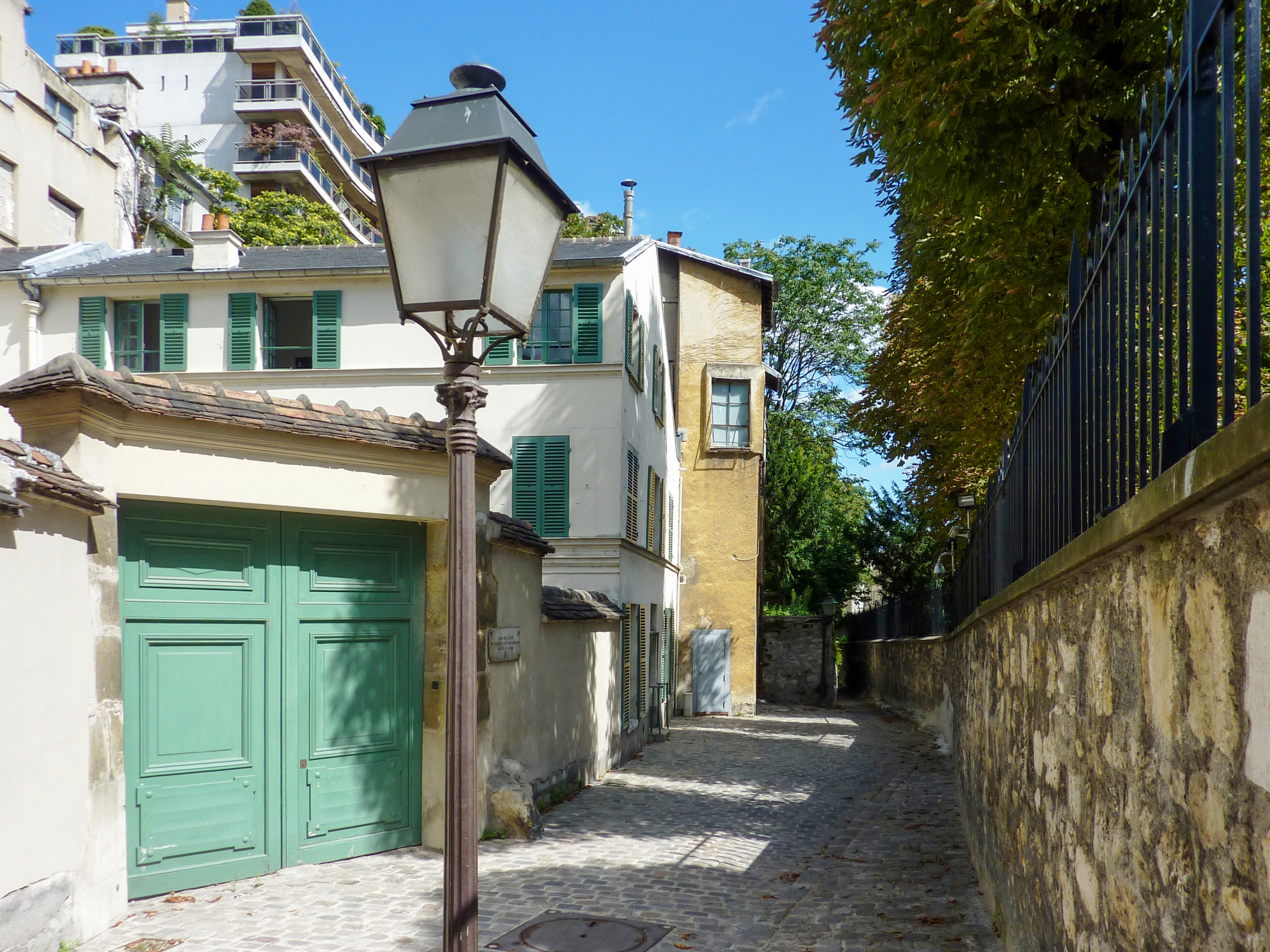
Rue Berton, ancienne rue de Seine.
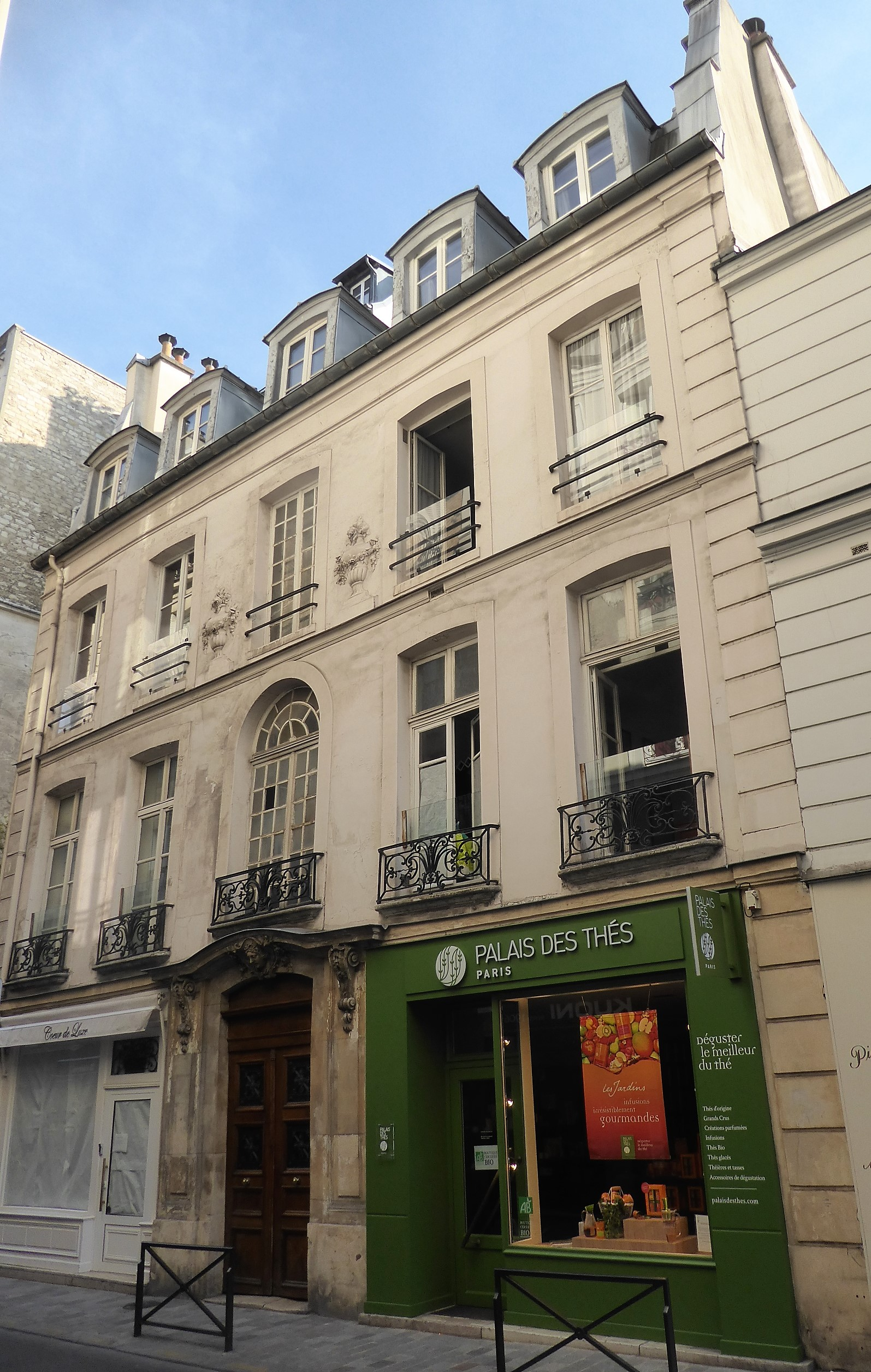
Rue de l'Annonciation, maison du XVIIIe siècle.
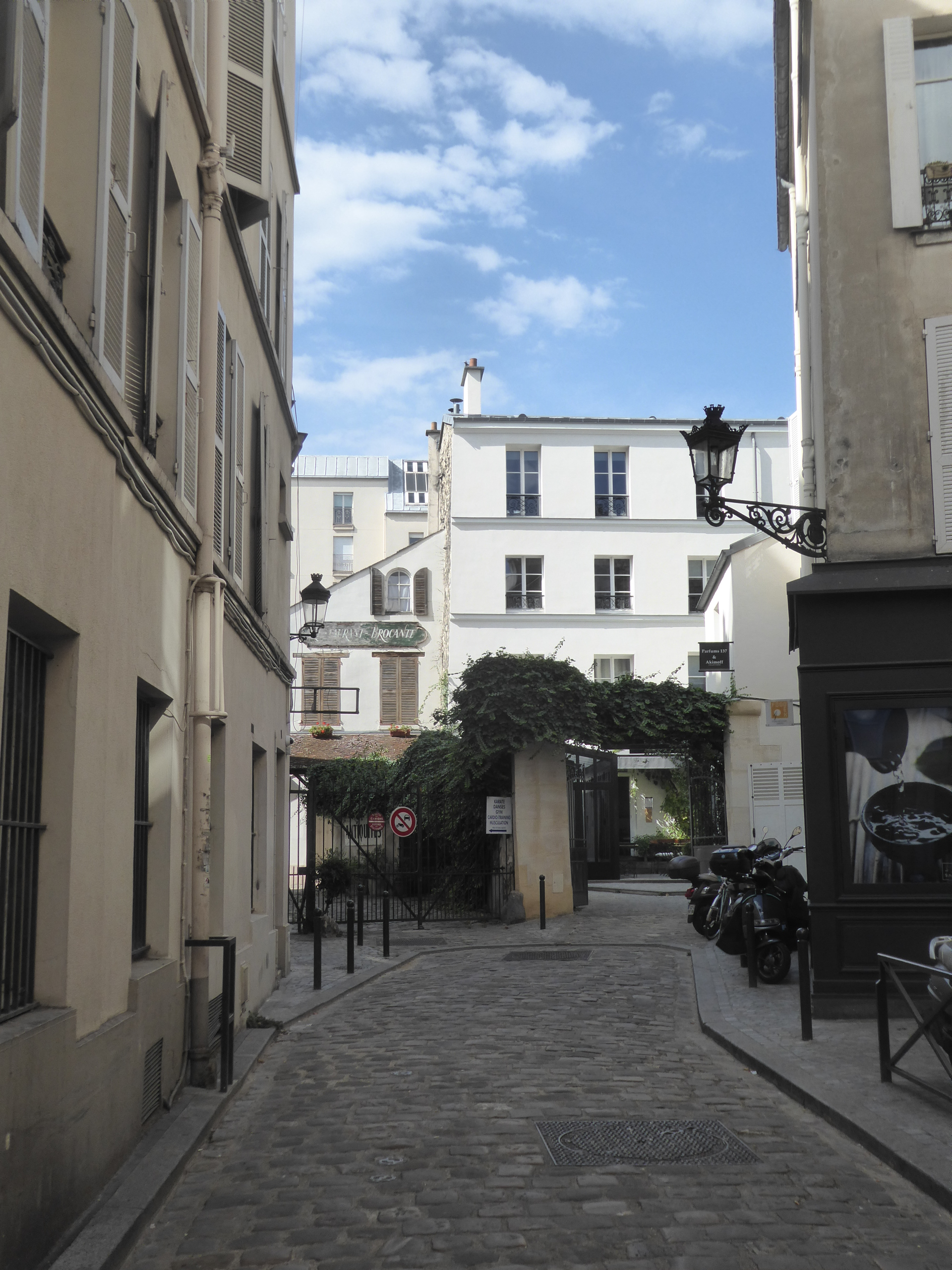
Impasse des Carrières.

### La commune de Passy
Les limites de la commune de sa création le 14 décembre 1789 à sa disparition le 1er janvier 1860 par rattachement à la ville de Paris étaient :  
- au nord, la route de Neuilly, actuelle avenue de la Grande Armée qui la sépare de la commune de Neuilly qui englobait jusqu'en 1859 le territoire de l'actuel quartier des Ternes.
- à l'ouest, la clôture de l'ancienne faisanderie du château de la Muette sur le territoire de la commune de Neuilly, la limite étant la rue du Petit Parc tracée en 1825, (actuelles rue Pergolèse et Spontini) jusqu'à la rue de Longchamp et le bois de Boulogne au-delà du parc de la Muette.
- au sud la rue des Tombereaux, actuelle rue de l'Assomption et la partie de la rue de Boulainvilliers au sud de l'actuelle Maison de la Radio, ces rues formant la limite avec la commune d'Auteuil (également entre les actuels quartiers de La Muette et d'Auteuil).
- à l'est la Seine jusqu'aux actuels jardins du Trocadéro et le mur des fermiers généraux à l'emplacement de l'actuelle avenue Kléber.

De 1790 à 1795, Passy était un canton du district de Franciade.
Au début du XIXe siècle, Passy connait une période d'industrialisation, notamment avec la création en 1811 de la première raffinerie de sucre de betterave par Benjamin Delessert à l'emplacement de l'actuel parc de Passy, d'une deuxième raffinerie de sucre ouverte en 1834 par les frères Périer dans les bâtiments de l'ancien couvent des Minimes (emplacement à l'angle de la rue Beethoven et du boulevard Delessert) et d'une filature de coton par Benjamin Delessert.
L'exploitation des eaux minérales interrompue pendant la période révolutionnaire est relancée  à partir de 1803 par Benjamin Delessert dans le parc thermal entre la rue des Eaux et l'actuelle rue d'Ankara.
La Société des terrains de la plaine de Passy lotit en 1825 le territoire entre l'avenue de Neuilly, actuelle avenue de la Grande-Armée au nord, le boulevard extérieur de l'enceinte des Fermiers généraux, actuelle avenue Kléber à l'est, l'ancienne faisanderie du château de la Muette à l’ouest, la rue de Longchamp au sud, autour de voies formant l’essentiel du futur réseau, à l'exception de l'avenue Foch surimposée en 1854.

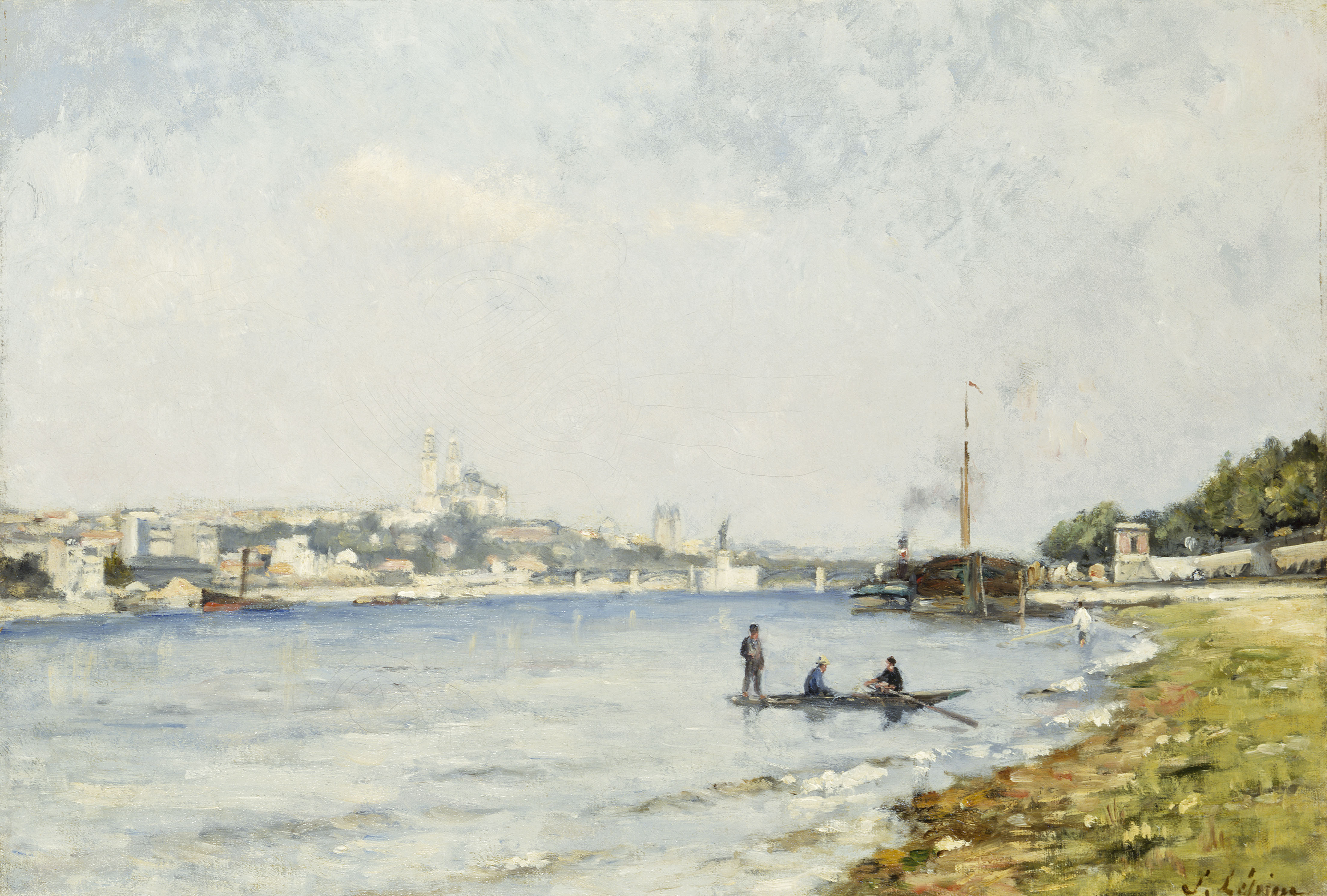
La Seine, à Passy, vers 1880,
Stanislas Lépine,
musée Carnavalet, Paris.

Passy s'étend dans la première moitié du XIXe siècle autour du centre villageois, le long de la rue de la Pompe et au sud sur les lotissements des domaines du château de Boulainvilliers où sont ouvertes la rue de Boulainvilliers, le hameau de Boulainvilliers, la rue du Ranelagh à partir de 1826, du parc de l'hôtel de Valentinois avec la création de la rue Singer et des actuelles rues Alfred-Bruneau et Lekain à partir de 1836, au nord avec le lotissement de l'ancien parc de l'Amiral d'Estaing de plus d'un hectare et demi entre les rues de Passy, de la Tour et Vital dans lequel sont créées les rues Guichard, Cortambert, Desbordes-Valmore, Faustin-Hélie, Paul-Delaoche et une partie de la rue Nicolo.
Au nord, le territoire de la plaine de Passy se construisit lentement. Quelques maisons sont édifiées entre la rue du Bel Air (actuelle rue Lauriston) et le  mur d'enceinte (actuelle avenue Kléber) et rue Saint-Didier mais à l'ouest ce secteur était encore presque vide de construction au milieu du XIXe siècle. Son urbanisation, activée par l'ouverture en 1854 de la ligne d'Auteuil et l'aménagement de l'avenue de l'impératrice (actuelle avenue Foch), ne s'amorce, le long des voies tracées par le lotissement de 1825, que dans les années précédant l'annexion de Passy à la ville de Paris en 1860.
La commune se développe dans les années précédant l'annexion avec un doublement de sa population en 10 ans, de 1846 à 1856. Celle-ci finit par dépasser celle du village dont deux siècles plus tôt Passy a été détaché, Auteuil.

Commune de Passy
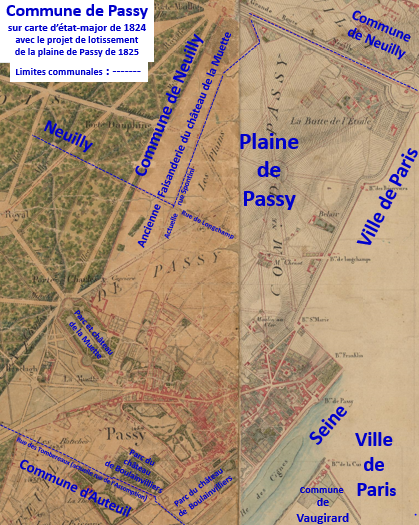
Passy en 1824 avec les limites communales.
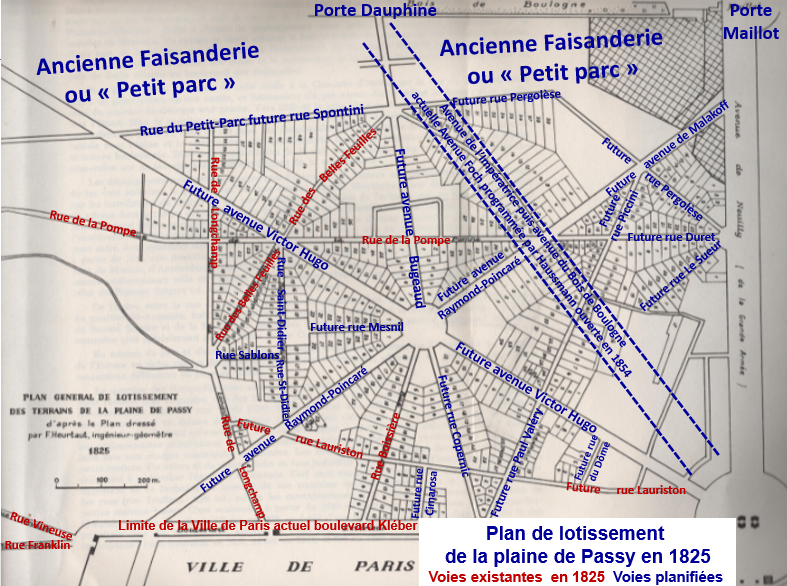
Plan de lotissement de la plaine de Passy de 1825.
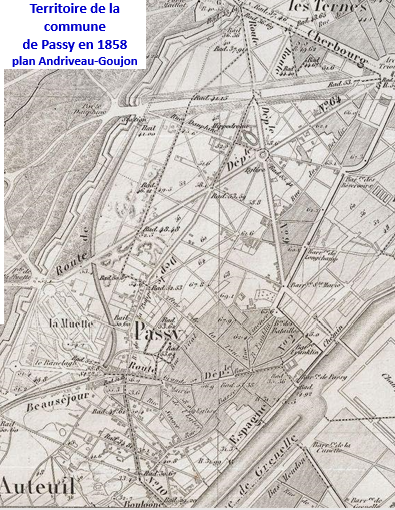
Passy en 1858.

En 1860, lors de l'extension de Paris du mur des Fermiers généraux à l'enceinte de Thiers, la commune de Passy est supprimée et son territoire est réparti entre Paris, formant les quartiers de la Muette, de la Porte-Dauphine et de Chaillot du 16e arrondissement, et Boulogne,.
L'ancien village de Passy et ses environs s'étendant au sud jusqu'à la limite de l'ancienne commune d'Auteuil, constitue depuis cette date, le quartier administratif de la Muette, la plaine de Passy étant rattachée pour sa partie est au quartier de Chaillot, sa partie ouest formant le quartier de la Porte-Dauphine.

## Mairie

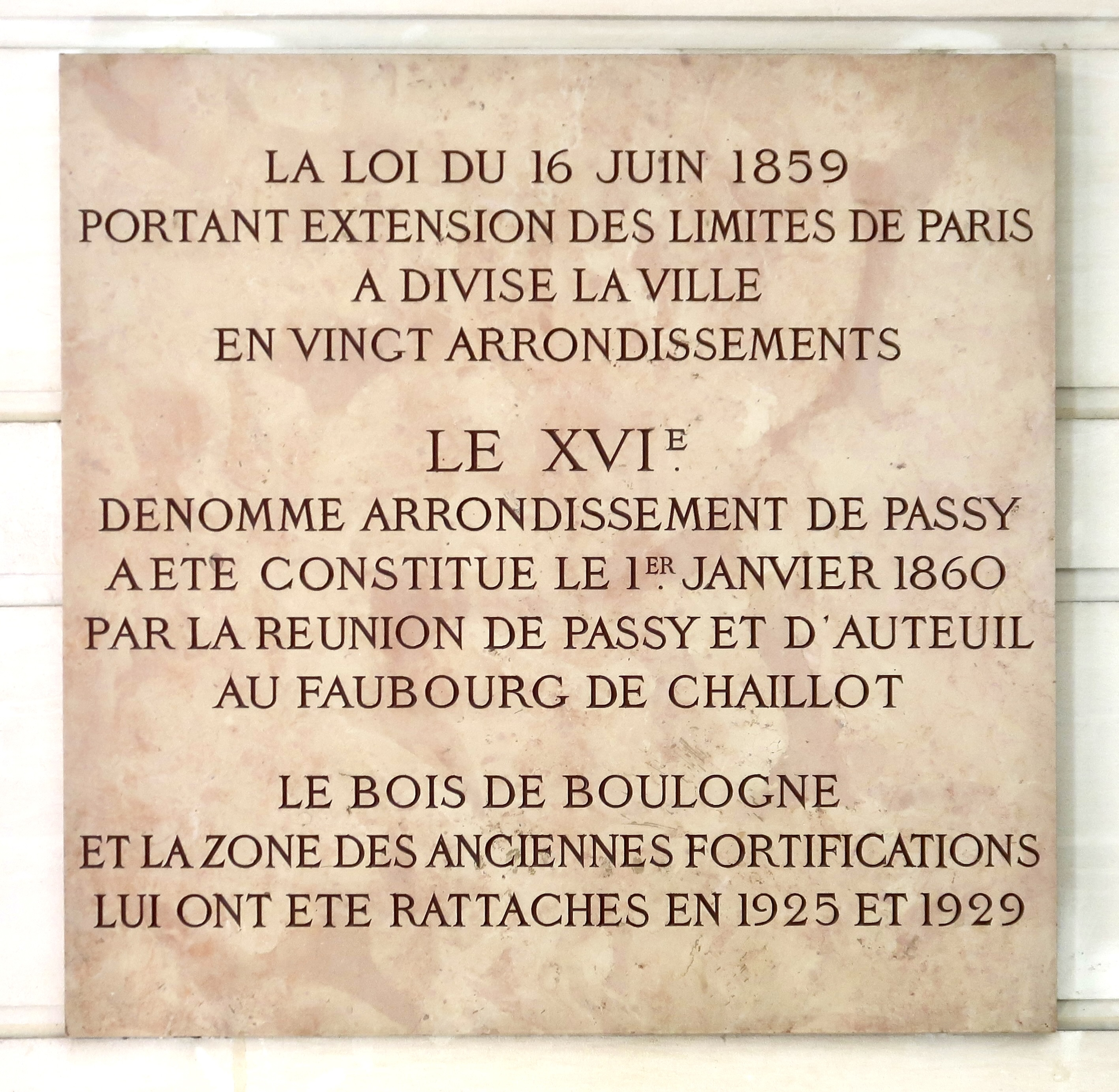
Plaque commémorant la création du 16e arrondissement à la suite de l'extension de Paris, qui est alors passé de 12 à 20 arrondissements.

Avant 1836, la mairie de la commune de Passy se situe au n°3 de la rue Franklin, dans un immeuble qui appartenait à Auge de Fleury, maire de Passy. Il s'agit d'un local, agrandi de trois pièces en 1828 contre un loyer annuel de 800 francs. À partir du 1er janvier 1836, la mairie se trouve au n°67 rue de Passy.

### Liste des maires
- 1790-? : Louis-Guillaume Le Veillard
- 1791-1793 : Dussault
- 1793-1795 : Deveze
- 1795-1808 : Dussault
- 1830-1834 : Gabriel Delessert
- 1834-1848 : Jean-Frédéric Possoz
- 1852-1860 : Jean-Frédéric Possoz

## Évolution démographique
| 1793  | 1800  | 1806  | 1817  | 1821  | 1831  | 1836  | 1841  | 1846  |
| ----- | ----- | ----- | ----- | ----- | ----- | ----- | ----- | ----- |
| 3 105 | 1 823 | 1 803 | 2 160 | 3 034 | 4 507 | 5 702 | 6 559 | 8 653 |

| 1851   | 1856   | - | - | - | - | - | - | - |
| ------ | ------ | - | - | - | - | - | - | - |
| 11 431 | 17 594 | - | - | - | - | - | - | - |

## Personnalités liées à l’ancienne commune de Passy
- Benjamin Franklin vécut dix ans au village de Passy. Il était hébergé à l'hôtel de Valentinois chez monsieur de Chaumont. Il travailla entre autres au laboratoire installé par Louis XV au château de la Muette ;
- Anne Louise Brillon de Jouy, compositrice, amie du précédent ;
- Claude Rostollant (1762-1846), général français de la Révolution et de l’Empire, mort à Passy ;
- François de Pange (1764-1796), journaliste et polémiste ;
- Jacques Gabriel Victor Allain (1773-1852), général de brigade honoraire de la Révolution et de l’Empire, commandeur de la Légion d'honneur, mort à Passy ;
- Jean François Boissonade de Fontarabie (Paris, 12 août 1774-Passy, 8 septembre 1857), helléniste français ;

XIXe siècle
- Honoré de Balzac y avait sa maison, nichée entre l’actuelle rue Berton et la rue Raynouard, de nos jours musée ;
- Gioachino Rossini (1792-1868), compositeur italien mort à Passy ;
- Félix Antoine Appert (1817-1891) ;
- Paul de Kock (1793-1871), romancier ;
- Jacques Goddet y est inhumé ;
- Alphonse de Lamartine (1790-1869), poète et homme politique qui vivait dans un chalet à hauteur de l'actuel 109 avenue Henri-Martin ;
- Pierre Bretonneau ;
- Louis-Guillaume Le Veillard, premier maire de Passy ;
- Louis Grégoire Deschamps Destournelles y est mort en 1795 ;
- Giuseppe Verdi et Giuseppina Strepponi ont passé deux étés (1848 et 1849) à Passy, durant la période parisienne du maestro qui avait rejoint sa future compagne dans la capitale française ;
- Emmanuel-Auguste-Dieudonné, comte de Las Cases (1766-1842), auteur du récit écrit des mémoires de Napoléon Bonaparte, Le Mémorial de Sainte-Hélène, y est mort en 1842 ;
- Joseph-Marie Portalis, magistrat, diplomate et homme politique français, y est mort en 1858 ;
- Carlo Marochetti, sculpteur italien, y est mort en 1867 ;
- Pierre-Joseph Proudhon y est mort en 1865 ;
- Antoine Brutus Menier y est mort le 19 décembre 1853 ;
- Jean-Frédéric Possoz (1797-1875), maire de Passy et auteur du numérotage actuel des arrondissements de Paris ;
- Constant Pierre, musicologue, y est né en 1855 ;
- Pauline Delacroix-Garnier, artiste-peintre, y est née en 1859 ;
- Caroline Branchu, cantatrice ;
- Charles Armand Septime de Faÿ de La Tour-Maubourg (1801-1845), né à Passy, diplomate et parlementaire ;
- Charles Teste, député de Vaucluse, puis du Gard, fils du ministre Jean-Baptiste Teste, né en 1805 à Passy ;
- Berthe Morisot y avait son atelier de peinture jusqu'en 1871 ;
- Benjamin Delessert, fondateur de la première caisse d'épargne française et de la première raffinerie de sucre de betterave ;
- Gabriel Delessert, son frère, maire de Passy de 1830 à 1834 ;
- Camille Pissarro y réside de 1842 à 1847 à la pension Savary, dont le directeur l'encourage à cultiver ses dons pour le dessin[9]. Il revient étudier en octobre 1855, année de l'Exposition universelle, et s'installe avec sa famille chaussée de la Muette[10].

### Bibliographie

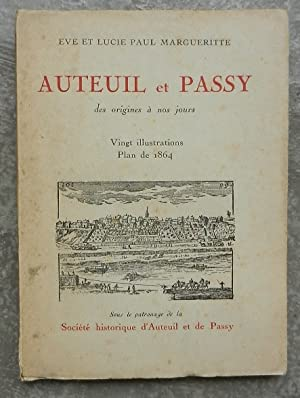
Auteuil et Passy d'Ève et Lucie Paul-Margueritte.